# Аеро Ae.04
Аеро Aе.04 (чеш. Aero Aе.04) је чехословачки ловачки авион. Авион је први пут полетео 1921. године. 

Авион је направљен на бази ловца Ае.02. Имао је нову конструкцију крила и јачи мотор, што је дало добре летне особине. Упркос томе није уведен у серијску производњу. Рад ипак није био узалудан, јер је послужио као основа за развој серијског ловца Аеро A.18.
Највећа брзина у хоризонталном лету је износила 225 km/h. Практична највећа висина лета је износила 6362 метара а брзина пењања 357 метара у минути. Размах крила је био 7,70 метара а дужина 5,60 метара. Маса празног авиона је износила 670 килограма а нормална полетна маса 900 килограма. Био је наоружан са 2 предња митраљеза калибра 7,7 милиметара Викерс.

## Пројектовање и развој
Авион Аеро Ae.04 у серији пројеката су пројектовали ing. Antonín Vlasák, Ing. Antonín Husník. Авион је био наставак развоја Ае-02. Авион је поново имао мешовиту конструкцију (метални оквир трупа и дрвена крила) прекривену платном. Полетео је први пут 1921. године.

## Технички опис
Труп авиона је направљен као просторна решеткаста конструкција направљена од заварених челичних цеви (за серијску производњу предвиђено је да конструкција буде од дуралуминијума). Облога трупа у делу где је био мотор је алуминијумски лим а остатак је импрегнирано платно. У трупу је смештен један отворени кокпит са потребним инструментима и уређајима за управљање авионом и резервоар са горивом.
Погонска група се састоји од течношћу хлађеног линијског мотора са 6 цилиндара BMW IIIa снаге - 136 kW и дрвене двокраке елисе фиксног корака. Оригинални предњи хладњак који се налазио испред мотора касније је замењен ламеластим сопствене конструкције који је смештен испод мотора.
Крила су била дрвене конструкције са две рамењаче пресвучена платном. Крила су била правоугаоног облика а елерони су се налазили на горњим крилима. Доње крило је нешто мањих димензија (и по ширини и дужини) него што је то горње крило. Међусобно су крила била повезана металним упорницама (са сваке стране по једна упорница) и затегнута унакрсно челичним жицама.
Репне површине код овог авиона су класичне, састоје се од вертикалног и хоризонталних стабилизатора на које су прикључена  кормила правца и дубине. Сви ови елементи су направљени као и крило. Носећа конструкција је од дрвета а облога од импрегнираног ватроотпорног платна.
Стајни трап је био класичан, направљен као челична конструкција од заварених танкозидих цеви са фиксном осовином. Амортизација је била помоћу гумених каишева а на репном делу се налазила еластична дрвена дрљача 
Дизајн боја - цео авион је офарбан алуминијумском бојом.

## Наоружање
| Наоружање авиона: Аеро Aе.04   |     |
| Ватрено (стрељачко) наоружање  |     |
| Топ                            |     |
| Митраљез                       |     |
| Број и ознака митраљеза        | 2   |
| Калибар                        | 7,7 |
| Бомбардерско наоружање (бомбе) |     |
| Ракетно наоружање (ракете)     |     |

## Верзије
Приоизведен је само један прототип овог авиона.

## Оперативно коришћење
Фабрика Аеро је изложила авион Ае-04 на II међународнoj изложби и аеромитингу у Прагу 1921. Том приликом је освојио и национални висински рекорд од 6.361 m сa пилотom Р. Поланецким. Без обзира на успех, авај авион је остао прототип, али је помогао фабрици да прикупи искуство и дође до свог првог успешног ловца типа Аеро А-18.

## Земље које су користиле авион
- Чехословачка